# AREA (société d'autoroutes)
Pour les articles homonymes, voir AREA.
L'AREA est une société concessionnaire d'autoroutes. Elle a été fondée en 1970, sous le nom de AREA (Société des Autoroutes Rhône-Alpes). Filiale du groupe Autoroutes Paris-Rhin-Rhône (APRR), elle gère des autoroutes en région Auvergne-Rhône-Alpes.

## Historique
Un premier projet d'autoroute des Alpes est proposé dans les années 1930 par la Compagnie des Autoroutes du Sud Est de la France (CARSEF), visant à relier Lyon à Évian-les-Bains via Chambéry et Annecy. Ce projet n'aura pas de suite.
L'idée d'un réseau d'autoroutes alpines se précise à la fin des années 1960 avec un appel d'offres lancé en 1969. On note que dans les candidats pressentis, il y a le groupement « constitué de la Société chimique, routière et d'entreprise générale, ainsi que de l'entreprise Campenon-Bernard, avec l'aide de plusieurs banques (BNP, BUP, Société générale, etc.) », qui a échoué sur les autoroutes Paris-Poitiers et Paris-Le Mans.
En janvier 2023, le groupe lance sa marque de services de mobilité « Fulli » pour « faire vivre le meilleur du voyage » à ses clients.

### Premier contrat de concession
Le décret du 5 avril 1971 établit le premier contrat de concession avec un consortium d'entreprises de BTP (Compagnie française d'entreprise, Citra-France, SPIE Batignolles, Gerland, Campenon-Bernard, Société française de dragage et de travaux publics, et la Société chimique routière et d'entreprise générale) et de banques (Banque de Suez et de l'union des mines, Banque de l'union européenne et Banque de l'union parisienne CFCB). Ces sociétés doivent constituer une société spécifique pour la concession. Ce sera l'AREA Association pour la Réalisation et l’Exploitation des Autoroutes et non pas Société des autoroutes Rhône-Alpes, immatriculée le 15 juin 1970 et qui modifie ses statut le 6 mai 1971 pour devenir société concessionnaire. Le sigle AREA porte lui-même à confusion. S'il est souvent fait référence à Autoroutes Rhône - Alpes, on trouve aussi le nom d'Association pour la Réalisation et l'Exploitation d'Autoroutes,,. Cet intitulé, qui n'a pas de rattachement géographique, était peut-être le nom du consortium qui a candidaté à plusieurs réseaux autoroutiers avant d'obtenir le réseau rhônalpin. Le nom de Société des Autoroutes Alpines semble aussi avoir été employé familièrement au début. Il existe encore des panneaux avec le nom Autoroutes Alpines à plusieurs entrées. C'est aussi la dénomination utilisé sur autorouteinfo 107.7, la radio des autoroutes APRR : Pas d'évènements à signaler sur les Autoroutes Alpines (21 septembre 2020).
Le contrat prévoit la réalisation de l'A41 (Grenoble–Scientrier/jonction A40), l'A43 (Lyon–Chambéry–Montmélian–Pont-Royal), l'A48 (Bourgoin–Grenoble), l'A49 (Grenoble–Valence) et la desserte du futur aéroport de Satolas. La réalisation de certaines sections doit démarrer rapidement alors que d'autres sont soumises à des conditions.
| Section                                            | Date de mise en service au 31 décembre |
| -------------------------------------------------- | -------------------------------------- |
| Lyon - Bourgoin-Est                                | 1973                                   |
| Bourgoin-Est - Saint-Égrève                        | 1975                                   |
| Bourgoin-Est - Chambéry-Nord                       | 1974                                   |
| Chambéry-Nord - Annecy-Nord                        | 1977                                   |
| Meylan - Pontcharra                                | 1976                                   |
| Pontcharra - Chambéry-Sud                          | 1977                                   |
| Montmélian - Arbin                                 | 1977                                   |
| Annecy-Nord - Col d'Évires                         | 1978                                   |
| Chambéry-Sud - Ragès Contournement Est de Chambéry | 1981                                   |

| Section                   | Conditions                                                                                  |
| ------------------------- | ------------------------------------------------------------------------------------------- |
| A43 - Aéroport de Satolas | Si l'aéroport est bien décidé avant le 31 décembre 1972                                     |
| Arbin - Pont-Royal        | Si le ministère le demande avant le 1er janvier 1980                                        |
| Col d'Évires - Scientrier | Si plus de 10 000 véhicules/jour sur la nationale mais pas après le 1er janvier 1980        |
| Voreppe - Valence         | Si plus de 14 000 véhicules/jour sur les deux nationales mais pas après le 1er janvier 1978 |

La majorité des sections sont prévues en 2x2 voies. Mais les sections Villy-le-Pelloux - Scientrier et Voreppe - Valence pourront être mises en service en 1x3 voies. Elles devront être passées en 2x2 voies si le trafic est supérieur à 13 000 véhicules/jour. De même, Rives - Voiron et Montmélian - Chambéry-Sud devront être élargies à 2x3 voies si le trafic est supérieur à 32 000 véhicules/jour. Pour Lyon - Bourgoin-Est et Voiron - Saint-Égrève, l'élargissement en 2x3 voies est prévu pour 35 000 véhicules/jour et en 2x4 voies pour 63 000 véhicules/jour.
Pour les sections avec des tunnels (Bourgoin-Chambéry et contournement de Chambéry), le concessionnaire peut commencer à mettre en service les tunnels avec un seul tube à double-sens, le temps de terminer les travaux du second.
La concession doit se terminer le 31 décembre de la trente-septième année après la mise en service de la moitié du réseau. La moitié ayant été atteinte en 1975, cela donnait la date du 31 décembre 2012.
Si les travaux démarrent bien et les ouvertures de section s'enchaînent, la fréquentation est beaucoup plus faible que prévu : « les taux de fréquentation sur l'A43 ont été jusqu'ici inférieurs de 50 % à ceux que laisseraient prévoir les études de rentabilité ». La situation financière de l'AREA devient rapidement inquiétante surtout que sa gestion est aussi mise en cause. Dès 1973, la Cour des comptes s'émouvait que les actionnaires de l'AREA soient aussi ses fournisseurs quasi-exclusifs. Dans son rapport de 1977, la Cour note que les chantiers sont attribués sans appel d'offres, avec en plus un versement de 14 % de frais supplémentaires tout en versant des dividendes même s'il y a des dépassements des coûts (dans la limite des 10 % de dépassement),. En pratique, ceci a permis aux actionnaires de récupérer plus que les capitaux qu'ils ont investis. Seul le fait de ne pas devoir rembourser ses crédits immédiatement permet à l'AREA de ne pas faire faillite. Des négociations sont engagées. En contrepartie d'un assainissement de la gestion de l'AREA, d'une baisse des dividendes et d'une réduction des coûts des travaux, celle-ci obtient de nouveaux crédits garantis par l'État pour terminer les travaux. Un avenant au contrat de concession est signé.

#### Premier avenant
Un premier avenant est validé par décret du 17 mars 1978.
Dans cet avenant, toutes les sections doivent être réalisées directement en 2x2 voies. La section col d'Évires - Scientrier n'est plus optionnelle et l'ensemble Annecy - Scientrier doit être livré en 1980. Un an supplémentaire est accordé pour Pontcharra - Chambéry-Sud. La date limite de décision pour Voreppe - Valence est aussi retardée d'un an. La mise en service des seconds tubes des tunnels de l'Épine et de Saint-Saturnin (sur le futur contournement de Chambéry) n'ont plus à être mis en service immédiatement mais après avoir atteint un trafic de 14 000 véhicules/jour.
La concession prend fin le 31 décembre 2012 si la section Voreppe-Valence est réalisée, sinon le 31 décembre 2010.
La situation financière de l'AREA reste difficile, voire avec le début de remboursement de certains crédits, « on reconnaît qu'AREA va connaître prochainement des problèmes de trésorerie phénoménaux ». En pratique, les sections conditionnelles sont enterrées. Il reste le problème du contournement de Chambéry qui paraît de plus en plus hypothétique. Aussi, il est demandé à l'AREA de participer à la construction de la voie rapide urbaine (VRU) de Chambéry, laquelle va servir à relier l'A43 (Chambéry-Nord) à l'A41 (Chambéry-Sud).

#### Second avenant
Un second avenant est validé par décret du 3 avril 1981. La date limite de réalisation de la section Annecy-Nord - Scientrier est reporté au 30 juin 1981.
Fin 1981, le réseau initialement prévu est globalement réalisé, y compris la section optionnelle au nord de l'A41 pour rejoindre l'« Autoroute Blanche » (A40). Par contre, l'option pour Valence n'a pas été mise en œuvre. Surtout le contournement autoroutier est de Chambéry, qui n'était pas optionnel, manque. À défaut, l'AREA a participé à 50 % du coût de construction de la VRU de Chambéry, laquelle est en service partiel (double-sens sur une chaussée) fin 1981 et en service complet en 1982. Il manque aussi un premier barreau obligatoire de 2 km depuis Chignin vers Montmélian, comme amorce vers Pont-Royal, option non réalisée.
En 1984, face à ses difficultés récurrentes, l'AREA est nationalisée de fait, à travers son rachat par la Caisse des dépôts et consignations. Elle est transformée en une société d'économie mixte concessionnaire d'autoroutes (SEMCA).

### Second contrat de concession
Un nouveau contrat qui annule et remplace le précédent contrat et ses avenants est mis en place par décret du 9 mai 1988.
La section Montmélian - Pont-Royal doit être réalisée pour le 31 décembre 1990 avec une prolongation éventuelle jusqu'à Albertville. La section Voreppe - Bourg-de-Péage doit être livrée pour le 24 décembre 1991. Il n'est plus question de contournement autoroutier de Chambéry. Les terrains gelés sont libérés.
Ce contrat va être l'objet de nombreux avenants.
| Avenant         | Décret           | Principaux points | Date de fin de concession |
| --------------- | ---------------- | --- | --- |
| Contrat initial |                  | | 31 décembre 2015 |
| Premier         | 17 juillet 1990  | Maintenant, c'est toute la section Montmélian - Pont-Royal - Albertville qui doit être livrée pour le 31 décembre 1991 (NDLR : pour les Jeux Olympiques d'Albertville). Grenoble - Sisteron (section Nord) et Saint-Julien-en-Genevois (A40) - Cruseilles sont mentionnés comme éléments futurs de la concession. Enfin, il est demandé à l'AREA de prendre en charge 50 % des coûts de mise en 2x2 voies de la RN 532 entre Bourg-de-Péage et Saint-Marcel-lès-Valence et qui sert de débouché à l'A49. | |
| Deuxième        | 12 avril 1991    | Purement technique et concerne toutes les sociétés d'autoroute (frais de gendarmerie) | |
| Troisième       | 14 mai 1991      | Prévoit la contribution de l'AREA (et de l'APRR) à la construction de la route devant relier les deux sections disjointes de l'autoroute A432, au niveau de l'aéroport de Lyon-Satolas, en contrepartie d'une hausse du péage perçu à la barrière de Saint-Quentin-Fallavier | |
| Quatrième       | 31 mars 1992     | Participation à Coraly, le système de régulation de trafic de l'agglomération lyonnaise | |
| Cinquième       | 26 octobre 1995  | Concerne principalement les péages avec l'introduction de modulations spatiales et temporelles | 31 décembre 2016 |
| Sixième         | 26 décembre 1997 | Concerne les péages | |
| Septième        | 29 décembre 1997 | Prévoit la mise en service de la section Grenoble-Coynelle (A51) pour le 31 décembre 1999. La section Coynelle - Col du Fau sera réalisée ultérieurement, à la demande du ministère. | 31 décembre 2017 |
| Huitième        | 30 décembre 2000 | Concerne les péages | |
| Neuvième        | 30 novembre 2001 | Traite de détails technico-administratifs | |
| Dixième         | 5 novembre 2004  | Traite de la section Coynelle - Col du Fau qui devra être mise en service avant 1er mars 2007. Le Tunnel de Sinard et le viaduc de Monestier-de-Clermont peuvent être initialement en 1x2 voies. L'AREA devra procéder au passage en 2x2 voies si le trafic atteint certains seuils. | 31 décembre 2032 (le changement de date est en fait antérieur, à la suite de la réforme de 2001 sur les SEMCA, voir ordonnance no 2001-273) |
| Onzième         | 11 mai 2007      | Détails technico-administratifs | |
| Douzième        | 5 janvier 2011   | Prévoit l'élargissement de l’A43 entre Coiranne et Chambéry (9,5 km) avant 31 décembre 2014 et l'élargissement de l'échangeur A43–A432 avant le 31 décembre 2013 | |
| Treizième       | 28 janvier 2011  | Hausse des péages pour compenser une nouvelle taxe | |
| Quatorzième     | 24 janvier 2014  | Prévoit l'élargissement de l'A41 entre Annecy-Nord et Villy-le-Pelloux à 2x3 voies et le début du réaménagement de l'échangeur de Chambéry-Nord | |
| Quinzième       | 21 août 2015     | L'A480 est ajoutée à la concession de même que le dernier morceau de l'A48 entre l'A480 et Saint-Égrève-nord. L'A480 doit être élargie à 2x3 voies entre l'A48 et l'échangeur du Rondeau | 30 septembre 2036 |
| Seizième        | 6 novembre 2018  | Prévoit l'achèvement du réaménagement de l'échangeur de Chambéry-nord | |

### Autres évènements administratifs
En 1994, dans le cadre de la réforme autoroutière, l'AREA est transférée à l'APRR en tant que filiale, les deux sociétés demeurant des SEMCA.
Par ailleurs, la société APRR a été partiellement privatisée fin 2004 puis complètement privatisée le 20 février 2006. En 2005, un consortium regroupant plusieurs entreprises de BTP et l'AREA pour 49,9% remporte la concession de l'autoroute Liane (A41 entre Villy-le-Pelloux et Saint-Julien-en-Genevois/A40). Une société spécifique, l'ADELAC, est créée à l'occasion. L'AREA assure la gestion technique quotidienne de la section correspondante.

## Réseau
- A41 : Grenoble - Chambéry - Annecy - Villy-le-Pelloux
- A43 : Saint-Priest - Aiton
- A48 : Bourgoin-Jallieu - Grenoble
- A49 : Voreppe - Romans-sur-Isère
- A51 : Le Pont-de-Claix - Monestier-de-Clermont
- A410 : Villy-le-Pelloux - A40 (à Scientrier)
- A430 : Aiton - Albertville
- A432 : A43 - Aéroport de Lyon-Saint-Exupéry

## Identité visuelle

### Logotype
Le logotype actuellement utilisé est dérivé de celui du groupe de construction Eiffage dont le libellé est remplacé par la mention AREA.

Logo de 1971 à 1995 (créé par Adrian Frutiger)
Logo de 1995 à 2006
Logo depuis 2006

### Galerie de photos des panneaux AREA

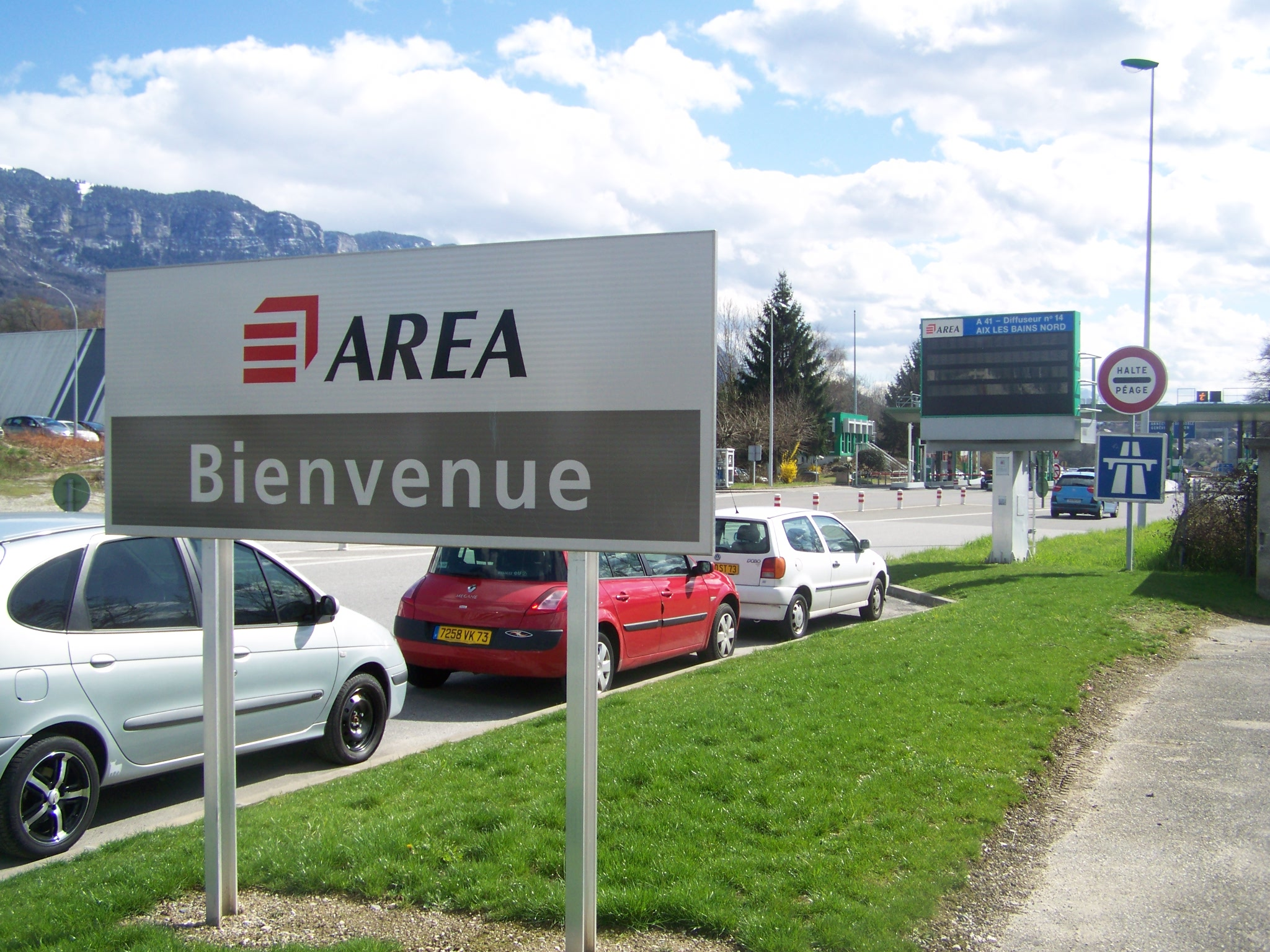
Panneau de bienvenue sur l'A41, Grésy-sur-Aix, Savoie.
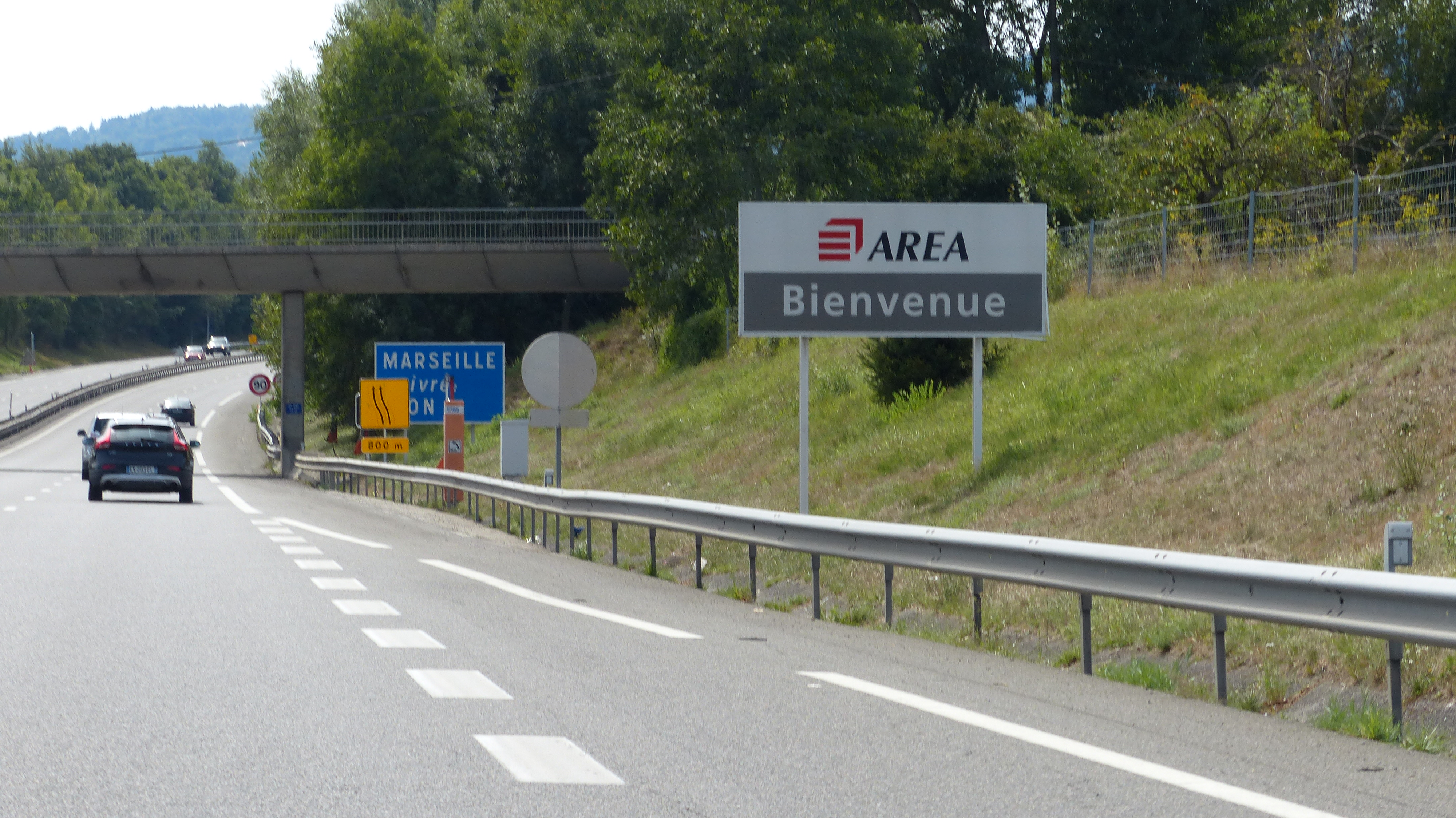
Panneau de bienvenue sur l'A410, Scientrier, Haute-Savoie.